# Шахтарська міська рада (Дніпропетровська область)
Шахта́рська міська́ ра́да — адміністративно-територіальна одиниця та орган місцевого самоврядування у Дніпропетровській області. Адміністративний центр — місто обласного значення Шахтарське.

## Загальні відомості
- Територія ради: 3,9 км²
- Населення ради: 28 945 осіб (станом на 1 серпня 2015 року)[1].

## Населені пункти
Міській раді підпорядковані населені пункти:
- м. Шахтарське

## Склад ради
Рада складається з 34 депутатів та голови.
- Голова ради: Вінницька Оксана Рудольфівна

### Керівний склад попередніх скликань
| ПІБ                            | Основні відомості                                                                                        | Дата обрання | Дата звільнення |
| ------------------------------ | --- | ------------ | --------------- |
| Косенко Володимир Леонідович   | Міський голова, 1948 року народження, член Партії регіонів                                               | 26.03.2006   | 31.10.2010      |
| Копитов Олександр Анатолійович | Міський голова, 1960 року народження, освіта вища, член Партії регіонів                                  | 31.10.2010   | 28.11.2013      |
| Рудих Віктор Іванович          | Міський голова, освіта вища, позапартійний, пенсіонер                                                    | 03.06.2014   | 25.10.2015      |
| Вінницька Оксана Рудольфівна   | Міський голова, 1966 року народження, освіта вища, безпартійна, від Політичної партії «Опозиційний блок» | 25.10.2015   |                 |

Примітка: таблиця складена за даними сайту Верховної Ради України та ЦВК

### Депутати VII скликання
За результатами місцевих виборів 2015 року депутатами ради стали:

#### За суб'єктами висування
| Суб'єкт висування                                          | Кількість обраних депутатів | %     |
| ---------------------------------------------------------- | --------------------------- | ----- |
| Політична партія «Опозиційний блок»                        | 15                          | 44.12 |
| Політична партія «Українське Об'єднання патріотів — УКРОП» | 6                           | 17.65 |
| Партія «Відродження»                                       | 5                           | 14.71 |
| Партія Блок Петра Порошенка «Солідарність»                 | 4                           | 11.76 |
| Політична партія Всеукраїнське об'єднання «Батьківщина»    | 2                           | 5.88  |
| Радикальна партія Олега Ляшка                              | 2                           | 5.88  |

#### За округами
| № округу                                                   | Прізвище, ім'я, по батькові    | Дата нар.  | Освіта              | Партійна приналежність                                           | Відомості                                                                                             |
| ---------------------------------------------------------- | ------------------------------ | ---------- | ------------------- | ---------------------------------------------------------------- | --- |
| Політична Партія «Опозиційний блок»                        |                                |            |                     |                                                                  | |
| пк                                                         | Вінницька Оксана Рудольфівна   | 06.05.1966 | вища                | безпартійна                                                      | Виконавчий комітет Першотравенської міської ради, секретар                                            |
| 1                                                          | Петрова Надія Павлівна         | 09.10.1952 | вища                | член Політичної Партії «Опозиційний блок»                        | пенсіонерка                                                                                           |
| 12                                                         | Бадан Григорій Іванович        | 26.03.1973 | вища                | член Політичної Партії «Опозиційний блок»                        | ШУ «Першотравенське» ПАТ ДТЕК «Павлоградвугілля», гроз                                                |
| 33                                                         | Хахалєва Тетяна Іванівна       | 03.02.1949 | вища                | член Політичної Партії «Опозиційний блок»                        | Клуб юних техніків, директор                                                                          |
| 18                                                         | Даренських Юрій Миколайович    | 07.06.1975 | вища                | член Політичної Партії «Опозиційний блок»                        | ШУ «Першотравенське» ПАТ ДТЕК «Павлоградвугілля», майстер                                             |
| 15                                                         | Моргун Володимир Олександрович | 30.10.1970 | вища                | член Політичної Партії «Опозиційний блок»                        | ШУ «Першотравенське» ПАТ ДТЕК «Павлоградвугілля», менеджер по зв'язкам з місцевими органами влади     |
| 4                                                          | Маілян Арман Суренович         | 12.10.1982 | вища                | член Політичної Партії «Опозиційний блок»                        | безробітний                                                                                           |
| 5                                                          | Перебийніс Олександр Іванович  | 18.03.1968 | професійно-технічна | член Політичної Партії «Опозиційний блок»                        | ШУ «Першотравенське» ПАТ ДТЕК «Павлоградвугілля», гірничий майстер УШТ                                |
| 2                                                          | Богданов Ростислав Вікторович  | 01.05.1988 | вища                | член Політичної Партії «Опозиційний блок»                        | Ш."Ювілейна" ШУ «Першотравенське» ПАТ ДТЕК «Павлоградвугілля», електрослюсар                          |
| 19                                                         | Білоусова Ганна Олександрівна  | 09.09.1983 | вища                | член Політичної Партії «Опозиційний блок»                        | Приватне підприємство, директор                                                                       |
| 13                                                         | Цимбаленко Людмила Григорівна  | 29.05.1960 | вища                | член Політичної Партії «Опозиційний блок»                        | Приймальня НДУ Мартовицького А. В., спеціаліст з соціальних питань                                    |
| 9                                                          | Оранська Оксана Анатоліївна    | 10.06.1972 | вища                | член Політичної Партії «Опозиційний блок»                        | ШУ «Першотравенське» ПАТ ДТЕК «Павлоградвугілля», дільничний                                          |
| 16                                                         | Степура Алла Іванівна          | 19.06.1969 | вища                | член Політичної Партії «Опозиційний блок»                        | ТОВ ДТЕК сервіс, головний спеціаліст                                                                  |
| 34                                                         | Козуненко Людмила Петрівна     | 14.03.1963 | загальна середня    | член Політичної Партії «Опозиційний блок»                        | Мати-вихователь дитячого будинку                                                                      |
| 20                                                         | Разводов Сергій Олексійович    | 02.09.1980 | вища                | член Політичної Партії «Опозиційний блок»                        | Приватне підприємство, директор                                                                       |
| ПОЛІТИЧНА ПАРТІЯ «УКРАЇНСЬКЕ ОБ'ЄДНАННЯ ПАТРІОТІВ — УКРОП» |                                |            |                     |                                                                  | |
| пк                                                         | Кобрін Роман Іванович          | 22.05.1963 | вища                | член ПОЛІТИЧНОЇ ПАРТІЇ «УКРАЇНСЬКЕ ОБ'ЄДНАННЯ ПАТРІОТІВ — УКРОП» | пенсіонер                                                                                             |
| 6                                                          | Лєтов Олександр Олександрович  | 14.07.1962 | вища                | безпартійний                                                     | пенсіонер                                                                                             |
| 7                                                          | Соломка Олександр Вікторович   | 04.09.1972 | загальна середня    | безпартійний                                                     | пенсіонер                                                                                             |
| 30                                                         | Дробкова Марина Вікторівна     | 10.03.1967 | вища                | безпартійна                                                      | Першотравенська ЗОШ№ 3, вчитель української мови та літератури                                        |
| 17                                                         | Шпоть Віктор Володимирович     | 26.03.1965 | професійно-технічна | безпартійний                                                     | Центр ресоціалізації «Успіх», директор                                                                |
| 10                                                         | Гордієнко Сергій Володимирович | 10.05.1978 | професійно-технічна | безпартійний                                                     | тимчасово безробітний                                                                                 |
| Партія «Відродження»                                       |                                |            |                     |                                                                  | |
| пк                                                         | Нефьодов Ринат Фаритович       | 24.07.1957 | професійно-технічна | безпартійний                                                     | пенсіонер                                                                                             |
| 24                                                         | Турчак Тамара Вікторівна       | 27.11.1957 | вища                | член Партії «Відродження»                                        | Комунальний заклад "Першотравенська центральна міська лікарня ДОР, головний лікар                     |
| 25                                                         | Бігдан Іван Іванович           | 06.09.1942 | вища                | член Партії «Відродження»                                        | Комунальний заклад «Центр первинної медико-санітарної допомоги м. Першотравенська», хірург стоматолог |
| 3                                                          | Сємєха Віталій Вікторович      | 17.02.1981 | вища                | безпартійний                                                     | РГХЦ, юрист                                                                                           |
| 20                                                         | Бортник Євгенія Володимирівна  | 24.01.1978 | вища                | безпартійна                                                      | Приватне підприємство «Комунальщик-2», начальник дільниці                                             |
| ПАРТІЯ "БЛОК ПЕТРА ПОРОШЕНКА «СОЛІДАРНІСТЬ»                |                                |            |                     |                                                                  | |
| пк                                                         | Бобер Леонід Франкович         | 01.10.1949 | вища                | член ПАРТІЇ "БЛОК ПЕТРА ПОРОШЕНКА «СОЛІДАРНІСТЬ»                 | Виконком Першотравенської міської ради, радник міського голови                                        |
| 21                                                         | Рудих Любов Михайлівна         | 01.06.1956 | вища                | безпартійна                                                      | Першотравенський міський відділ освіти, заступник начальника                                          |
| 30                                                         | Хорошилов Костянтин Васильович | 12.05.1960 | професійно-технічна | член ПАРТІЇ "БЛОК ПЕТРА ПОРОШЕНКА «СОЛІДАРНІСТЬ»                 | пенсіонер                                                                                             |
| 29                                                         | Дробков Андрій Валерійович     | 11.01.1964 | вища                | безпартійний                                                     | КЗ «ПЦМЛ» «ДОР», лікар-невропатолог, завідувач неврологічним відділенням                              |
| політична партія Всеукраїнське об'єднання «Батьківщина»    |                                |            |                     |                                                                  | |
| пк                                                         | Федорова Віра Іванівна         | 04.08.1951 | професійно-технічна | член політичної партії Всеукраїнське об'єднання «Батьківщина»    | Голова міської парторганізації ВО «Батьківщина», Першотравенська міська організація ВО «Батьківщина»  |
| 19                                                         | Карячка Наталя Володимирівна   | 17.03.1982 | інші види освіти    | член політичної партії Всеукраїнське об'єднання «Батьківщина»    | Дитячий садочок «Попелюшка», помічник вихователя                                                      |
| Радикальна партія Олега Ляшка                              |                                |            |                     |                                                                  | |
| пк                                                         | Федорінов Дмитро Михайлович    | 03.10.1984 | вища                | член Радикальної партії Олега Ляшка                              | Виконавчий комітет Першотравенської міської ради, водій-механік                                       |
| 23                                                         | Лобко Анатолій Миколайович     | 10.05.1947 | вища                | безпартійний                                                     | ТОВ «Першотравенський РМЗ», голова первинної профспілкової організації                                |

### Депутати VI скликання
За результатами місцевих виборів 2010 року депутатами ради стали:

#### За суб'єктами висування
| Суб'єкт висування                                       | Кількість обраних депутатів | %    |
| ------------------------------------------------------- | --------------------------- | ---- |
| Партія регіонів                                         | 21                          | 58,3 |
| Українська селянська демократична партія                | 6                           | 16,7 |
| Комуністична партія України                             | 4                           | 11,1 |
| Політична партія Всеукраїнське об'єднання «Батьківщина» | 2                           | 5,6  |
| Християнсько-ліберальна партія України                  | 2                           | 5,6  |
| Політична партія «Сильна Україна»                       | 1                           | 2,8  |

#### За округами
| № округу                                                | Прізвище, ім'я, по батькові       | Дата визнання обраним | Освіта             | Партійна приналежність                              | Відомості про обраного депутата |
| ------------------------------------------------------- | --------------------------------- | --------------------- | ------------------ | --------------------------------------------------- | --- |
| Комуністична партія України                             |                                   |                       |                    |                                                     | |
| б/м                                                     | Мочалін Олексій Олександрович     | 02.11.2010            | середня спеціальна | член Комуністичної партії України                   | пенсіонер |
| б/м                                                     | Мотигулліна Анастасія Вікторівна  | 02.11.2010            | середня спеціальна | член Комуністичної партії України                   | домогосподарка |
| б/м                                                     | Пузікова Наталя Анатоліївна       | 02.11.2010            | середня спеціальна | член Комуністичної партії України                   | Першотравенська ЦМЛ, медична сестра |
| 1                                                       | Гузаров Ігор Андрійович           | 02.11.2010            | середня спеціальна | член Комуністичної партії України                   | ВАТ «Павлоград-вугілля» шахта «Степова», робітник очисного забою                                                                                 |
| Партія регіонів                                         |                                   |                       |                    |                                                     | |
| б/м                                                     | Донченко Микола Володимирович     | 02.11.2010            | середня            | член Партії регіонів                                | виробничий структурний підрозділ "Шахта «Ювілейна» відкритого акціонерного товариства «Павлоградвугілля», начальник дільниці з видобутку вугілля |
| б/м                                                     | Мокренко Ігор Валерійович         | 02.11.2010            | середня            | член Партії регіонів                                | виробничий структурний підрозділ "Шахта «Ювілейна» відкритого акціонерного товариства «Павлоградвугілля», електрослюсар підземний                |
| б/м                                                     | Турчак Тамара Вікторівна          | 02.11.2010            | вища               | член Партії регіонів                                | Першотравенська центральна міська лікарня, головний лікар                                                                                        |
| б/м                                                     | Комарічева Надія Григорівна       | 02.11.2010            | вища               | член Партії регіонів                                | виробничий структурний підрозділ "Шахта «Степова» відкритого акціонерного товариства «Павлоградвугілля», начальник відділу кадрів                |
| б/м                                                     | Печена Тетяна Вікторівна          | 02.11.2010            | вища               | член Партії регіонів                                | Першотравенська загальноосвітня школа I-III ст. № 5, директор                                                                                    |
| б/м                                                     | Капралов Геннадій Михайлович      | 02.11.2010            | вища               | член Партії регіонів                                | виробничий структурний підрозділ "Шахта «Ювілейна» ВАТ «Павлоградвугілля», заступник директора з соціальних і трудових питань                    |
| б/м                                                     | Гамальчук Сергій Сидорович        | 02.11.2010            | вища               | член Партії регіонів                                | ТОВ «Прикарпаття», комерційний директор |
| б/м                                                     | Разводов Сергій Олексійович       | 30.11.2010            | середня            | член Партії регіонів                                | приватний підприємець |
| 2                                                       | Віницька Оксана Рудольфівна       | 02.11.2010            | вища               | член Партії регіонів                                | Першотравенська загальноосвітня школа I-III ст. № 1, директор                                                                                    |
| 3                                                       | Пивоваров Юрій Анатолійович       | 02.11.2010            | вища               | член Партії регіонів                                | Першотравенська міська лікарня, завідувач стоматологічним відділенням                                                                            |
| 4                                                       | Коврижко Галина Миколаївна        | 02.11.2010            | середня            | член Партії регіонів                                | Першотравенське управління праці та соціального захисту населення, начальник                                                                     |
| 5                                                       | Гольцева Раїса Іванівна           | 02.11.2010            | середня            | член Партії регіонів                                | Першотравенське управління експлуатації газового господарства, начальник управління                                                              |
| 6                                                       | Ільницький Олександр Валентинович | 02.11.2010            | вища               | член Партії регіонів                                | Гірничорятувальна служба у вугільній промисловості, помічник командира загону                                                                    |
| 7                                                       | Слободян Василь Макарович         | 02.11.2010            | вища               | член Партії регіонів                                | ТОВ «Донбас-спецстрой», директор |
| 8                                                       | Лобко Анатолій Миколайович        | 02.11.2010            | середня            | член Партії регіонів                                | ТОВ «Першотравенський ремонтно-механічний завод», голова комітету профспілки                                                                     |
| 9                                                       | Скоробагатько Олег Миколайович    | 02.11.2010            | середня            | член Партії регіонів                                | ВАТ «Павлоград-вугілля» шахта ім. Н. І. Сташкова, механік дільниці внутрішнього шахтного транспорту                                              |
| 10                                                      | Мозоловський Олександр Юрійович   | 02.11.2010            | вища               | член Партії регіонів                                | ВАТ «Павлоград-вугілля» шахта «Дніпровська», електро-слюсар підземний                                                                            |
| 11                                                      | Нечухранний Володимир Іванович    | 02.11.2010            | вища               | член Партії регіонів                                | ВАТ «Павлоград-вугілля» шахта «Ювілейна», заступник директора по перспективному розвитку                                                         |
| 15                                                      | Гордієнко Микола Васильович       | 02.11.2010            | вища               | член Партії регіонів                                | ВАТ «Павлоград-вугілля» шахта «Степова», начальник дільниці внутрішнього шахтного транспорту                                                     |
| 17                                                      | Якімов Сергій Аркадійович         | 02.11.2010            | вища               | член Партії регіонів                                | ВАТ «Павлоград-вугілля» шахта ім. Н. І. Сташ-кова, начальник дільниці конвеєрного транспорту                                                     |
| 18                                                      | Берло Вадим Григорович            | 02.11.2010            | вища               | член Партії регіонів                                | ВАТ «Павлоград-вугілля», заступник директора з охорони праці                                                                                     |
| Політична партія Всеукраїнське об'єднання «Батьківщина» |                                   |                       |                    |                                                     | |
| б/м                                                     | Пугачов Ігор Федорович            | 02.11.2010            | вища               | член Всеукраїнського об'єднання «Батьківщина»       | приватний підприємець |
| б/м                                                     | Матвійченко Олександр Васильович  | 02.11.2010            | вища               | член Всеукраїнського об'єднання «Батьківщина»       | приватний підприємець |
| Політична партія «Сильна Україна»                       |                                   |                       |                    |                                                     | |
| 13                                                      | Бігдан Іван Іванович              | 02.11.2010            | вища               | позапартійний                                       | Центральна міська лікарня, хірург — стоматолог                                                                                                   |
| Українська селянська демократична партія                |                                   |                       |                    |                                                     | |
| б/м                                                     | Рудих Віктор Іванович             | 02.11.2010            | вища               | позапартійний                                       | пенсіонер |
| б/м                                                     | Кондрашов Василь Володимирович    | 02.11.2010            | вища               | позапартійний                                       | виробничий структурний підрозділ "Шахта «Степова» ВАТ «Павлоградвугілля», заступник головного механіка                                           |
| б/м                                                     | Нєфьодов Рінат Фарітович          | 02.11.2010            | вища               | позапартійний                                       | пенсіонер |
| 12                                                      | Рудих Любов Михайлівна            | 02.11.2010            | вища               | позапартійна                                        | відділ освіти, заступник начальника |
| 14                                                      | Горбунов Олег В'ячеславович       | 02.11.2010            | середня            | позапартійний                                       | приватний підприємець |
| 16                                                      | Дробков Андрій Валерійович        | 02.11.2010            | вища               | позапартійний                                       | Центральна міська лікарня, лікар — невропатолог                                                                                                  |
| Християнсько-ліберальна партія України                  |                                   |                       |                    |                                                     | |
| б/м                                                     | Кузьменко Дмитро Валентинович     | 02.11.2010            | незакінчена вища   | член Християнсько-ліберальної партії України (ХЛПУ) | ТОВ «АСД-Донбас», голова |
| б/м                                                     | Фролов Павло Миколайович          | 09.12.2010            | середня спеціальна | член Християнсько-ліберальної партії України (ХЛПУ) | ТОВ «ЦСФК» |